# Olympische Sommerspiele 2016/Teilnehmer (Japan)
| Gelbes Symbol für Goldmedaillen mit stilisierten Olympischen Ringen | Graues Symbol für Silbermedaillen mit stilisierten Olympischen Ringen | Braundes Symbol für Bronzemedaillen mit stilisierten Olympischen Ringen |
| ------------------------------------------------------------------- | --------------------------------------------------------------------- | ----------------------------------------------------------------------- |
| 12                                                                  | 8                                                                     | 21                                                                      |

Japan nahm an den Olympischen Spielen 2016 in Rio de Janeiro teil. Es war die insgesamt 22. Teilnahme an Olympischen Sommerspielen.
Das Japanische Olympische Komitee nominierte 338 Athleten in 30 Sportarten. Fahnenträger bei der Eröffnungsfeier war der Zehnkämpfer Keisuke Ushiro.

## Teilnehmer nach Sportarten

### Badminton
| Athleten                         | Wettbewerb | Gruppenphase                                                                                       | Gruppenphase                                                           | Gruppenphase | Gruppenphase | Achtelfinale      | Achtelfinale       | Viertelfinale                   | Viertelfinale             | Halbfinale                     | Halbfinale         | Finale                                  | Finale                   | Rang          |
| Athleten                         | Wettbewerb | Gegner                                                                                             | Ergebnis                                                               | Punkte       | Rang         | Gegner            | Ergebnis           | Gegner                          | Ergebnis                  | Gegner                         | Ergebnis           | Gegner                                  | Ergebnis                 | Rang          |
| -------------------------------- | ---------- | -------------------------------------------------------------------------------------------------- | ---------------------------------------------------------------------- | ------------ | ------------ | ----------------- | ------------------ | ------------------------------- | ------------------------- | ------------------------------ | ------------------ | --------------------------------------- | ------------------------ | ------------- |
| Frauen                           |            | |                                                                        |              |              |                   |                    |                                 |                           |                                |                    |                                         |                          |               |
| Nozomi Okuhara                   | Einzel     | Vũ Thị Trang Lindaweni Fanetri                                                                     | 2:0 (21:10, 21:8) 2:0 (21:12, 21:12)                                   | 84:42        | 1            | Bae Yeon-ju       | 2:0 (21:6, 21:7)   | Akane Yamaguchi                 | 2:1 (11:21, 21:17, 21:10) | P. V. Sindhu                   | 0:2 (19:21, 10:21) | Li Xuerui                               | kampflos                 | Bronze        |
| Akane Yamaguchi                  | Einzel     | Kristína Gavnholt Tee Jing Yi                                                                      | 2:0 (20:22, 21:12, 21:15) 2:0 (21:18, 21:5)                            | 104:72       | 1            | Ratchanok Intanon | 2:0 (21:19, 21:16) | Nozomi Okuhara                  | 1:2 (21:11, 17:21, 10:21) | ausgeschieden                  | ausgeschieden      | ausgeschieden                           | ausgeschieden            | 5             |
| Misaki Matsutomo Ayaka Takahashi | Doppel     | Jwala Gutta Ashwini Ponnappa Puttita Supajirakul Sapsiree Taerattanachai Eefje Muskens Selena Piek | 2:0 (21:15, 21:10) 2:0 (21:15, 21:15) 2:0 (21:9, 21:11)                | 126:75       | 1            | –                 | –                  | Vivian Hoo Kah Mun Woon Khe Wei | 2:1 (21:16, 18:21, 21:9)  | Jung Kyung-eun Shin Seung-chan | 2:0 (21:16, 21:15) | Christinna Pedersen Kamilla Rytter Juhl | 2:1 (18:21, 21:9, 21:19) | Gold          |
| Männer                           |            | |                                                                        |              |              |                   |                    |                                 |                           |                                |                    |                                         |                          |               |
| Shō Sasaki                       | Einzel     | Petr Koukal Rajiv Ouseph                                                                           | 2:1 (21:10, 16:21, 21:12) 0:2 (15:21, 9:21)                            | 82:85        | 2            | ausgeschieden     | ausgeschieden      | ausgeschieden                   | ausgeschieden             | ausgeschieden                  | ausgeschieden      | ausgeschieden                           | ausgeschieden            | ausgeschieden |
| Hiroyuki Endō Ken’ichi Hayakawa  | Doppel     | Chai Biao Hong Wei Mohammad Ahsan Hendra Setiawan Manu Attri B. Sumeeth Reddy                      | 2:1 (21:18, 14:21, 23:21) 2:1 (21:17, 16:21, 21:14) 0:2 (21:23, 11:21) | 148:156      | 1            | –                 | –                  | Marcus Ellis Chris Langridge    | 0:2 (19:21, 17:21)        | ausgeschieden                  | ausgeschieden      | ausgeschieden                           | ausgeschieden            | 5             |
| Mixed                            |            | |                                                                        |              |              |                   |                    |                                 |                           |                                |                    |                                         |                          |               |
| Kenta Kazuno Ayane Kurihara      | Doppel     | Jacco Arends Selena Piek Phillip Chew Jamie Subandhi Ko Sung-hyun Kim Ha-na                        | 2:0 (21:14, 21:19) 2:0 (21:6, 21:12) 0:2 (23:25, 17:21)                | 124:97       | 2            | –                 | –                  | Zhang Nan Zhao Yunlei           | 0:2 (14:21, 12:21)        | ausgeschieden                  | ausgeschieden      | ausgeschieden                           | ausgeschieden            | 5             |

### Basketball
| Wettbewerb    | Frauen |
| ------------- | --- |
| Athletinnen   | Kaede Kondo Yuki Miyazawa Yuka Mamiya Mika Kurihara Maki Takada Miyoshi Naho Ramu Tokashiki Moeko Nagaoka Asami Yoshida Rui Machida Sanae Motokowa Asako O |
| Trainer       | Tomohide Utsumi |
| Gruppenphase  | Belarus (77:73) Brasilien (82:66) Türkei (62:76) Australien (86:92) Frankreich (79:71)                                                                     |
| Viertelfinale | USA (64:110) |
| Halbfinale    | ausgeschieden |
| Finale        | ausgeschieden |
| Platzierung   | 5. Platz |

### Bogenschießen
| Athleten                                   | Wettbewerb | Qualifikation | Qualifikation | 1. Runde                | 1. Runde | 2. Runde      | 2. Runde      | Achtelfinale           | Achtelfinale  | Viertelfinale | Viertelfinale | Halbfinale    | Halbfinale    | Finale        | Finale        | Rang          |
| Athleten                                   | Wettbewerb | Ringe         | Rang          | Gegner                  | Ergebnis | Gegner        | Ergebnis      | Gegner                 | Ergebnis      | Gegner        | Ergebnis      | Gegner        | Ergebnis      | Gegner        | Ergebnis      | Rang          |
| ------------------------------------------ | ---------- | ------------- | ------------- | ----------------------- | -------- | ------------- | ------------- | ---------------------- | ------------- | ------------- | ------------- | ------------- | ------------- | ------------- | ------------- | ------------- |
| Frauen                                     |            |               |               |                         |          |               |               |                        |               |               |               |               |               |               |               |               |
| Yuki Hayashi                               | Einzel     | 591           | 59            | Wu Jiaxin               | 1–7      | ausgeschieden | ausgeschieden | ausgeschieden          | ausgeschieden | ausgeschieden | ausgeschieden | ausgeschieden | ausgeschieden | ausgeschieden | ausgeschieden | ausgeschieden |
| Kaori Kawanaka                             | Einzel     | 650           | 10            | Evangelia Psarra        | 7–3      | Naomi Folkard | 0–6           | ausgeschieden          | ausgeschieden | ausgeschieden | ausgeschieden | ausgeschieden | ausgeschieden | ausgeschieden | ausgeschieden | ausgeschieden |
| Saori Nagamine                             | Einzel     | 621           | 31            | Ane Marcelle dos Santos | 3–7      | ausgeschieden | ausgeschieden | ausgeschieden          | ausgeschieden | ausgeschieden | ausgeschieden | ausgeschieden | ausgeschieden | ausgeschieden | ausgeschieden | ausgeschieden |
| Yuki Hayashi Kaori Kawanaka Saori Nagamine | Mannschaft | 1862          | 9             | –                       | –        | –             | –             | Ukraine                | 6–2           | Südkorea      | 1–5           | ausgeschieden | ausgeschieden | ausgeschieden | ausgeschieden | ausgeschieden |
| Männer                                     |            |               |               |                         |          |               |               |                        |               |               |               |               |               |               |               |               |
| Takaharu Furukawa                          | Einzel     | 680           | 7             | Mitch Dielemans         | 7–1      | Bård Nesteng  | 6–0           | Juan Ignacio Rodríguez | 3–7           | ausgeschieden | ausgeschieden | ausgeschieden | ausgeschieden | ausgeschieden | ausgeschieden | ausgeschieden |

### Boxen
| Athleten          | Wettbewerb              | 1. Runde           | 1. Runde | Achtelfinale    | Achtelfinale  | Viertelfinale | Viertelfinale | Halbfinale    | Halbfinale    | Finale        | Finale        | Rang          |
| Athleten          | Wettbewerb              | Gegner             | Ergebnis | Gegner          | Ergebnis      | Gegner        | Ergebnis      | Gegner        | Ergebnis      | Gegner        | Ergebnis      | Rang          |
| ----------------- | ----------------------- | ------------------ | -------- | --------------- | ------------- | ------------- | ------------- | ------------- | ------------- | ------------- | ------------- | ------------- |
| Männer            |                         |                    |          |                 |               |               |               |               |               |               |               |               |
| Arashi Morisaka   | Bantamgewicht bis 56 kg | Aram Awagjan       | 1:2      | ausgeschieden   | ausgeschieden | ausgeschieden | ausgeschieden | ausgeschieden | ausgeschieden | ausgeschieden | ausgeschieden | ausgeschieden |
| Daisuke Narimatsu | Leichtgewicht bis 60 kg | Luis Angel Cabrera | 2:1      | Carlos Balderas | 0:3           | ausgeschieden | ausgeschieden | ausgeschieden | ausgeschieden | ausgeschieden | ausgeschieden | ausgeschieden |

### Fechten
| Athleten        | Wettbewerb     | 1. Runde        | 1. Runde | 2. Runde         | 2. Runde      | Achtelfinale     | Achtelfinale  | Viertelfinale    | Viertelfinale | Halbfinale / Klassifikation | Halbfinale / Klassifikation | Finale / Platzierung | Finale / Platzierung | Rang          |
| Athleten        | Wettbewerb     | Gegner          | Ergebnis | Gegner           | Ergebnis      | Gegner           | Ergebnis      | Gegner           | Ergebnis      | Gegner                      | Ergebnis                    | Gegner               | Ergebnis             | Rang          |
| --------------- | -------------- | --------------- | -------- | ---------------- | ------------- | ---------------- | ------------- | ---------------- | ------------- | --------------------------- | --------------------------- | -------------------- | -------------------- | ------------- |
| Frauen          |                |                 |          |                  |               |                  |               |                  |               |                             |                             |                      |                      |               |
| Nozomi Nakano   | Degen Einzel   | Alejandra Terán | 15:12    | Tatjana Logunowa | 15:14         | Jana Schemjakina | 11:8          | Emese Szász      | 4:15          | ausgeschieden               | ausgeschieden               | ausgeschieden        | ausgeschieden        | ausgeschieden |
| Shiho Nishioka  | Florett Einzel | Freilos         | Freilos  | Nam Hyun-hee     | 15:12         | Inès Boubakri    | 10:15         | ausgeschieden    | ausgeschieden | ausgeschieden               | ausgeschieden               | ausgeschieden        | ausgeschieden        | ausgeschieden |
| Chika Aoki      | Säbel Einzel   | Eileen Grench   | 5:15     | ausgeschieden    | ausgeschieden | ausgeschieden    | ausgeschieden | ausgeschieden    | ausgeschieden | ausgeschieden               | ausgeschieden               | ausgeschieden        | ausgeschieden        | ausgeschieden |
| Männer          |                |                 |          |                  |               |                  |               |                  |               |                             |                             |                      |                      |               |
| Kazuyasu Minobe | Degen Einzel   | Freilos         | Freilos  | Marco Fichera    | 15:8          | Anton Awdejew    | 15:11         | Gauthier Grumier | 8:15          | ausgeschieden               | ausgeschieden               | ausgeschieden        | ausgeschieden        | ausgeschieden |
| Yūki Ōta        | Florett Einzel | Freilos         | Freilos  | Guilherme Toldo  | 13:15         | ausgeschieden    | ausgeschieden | ausgeschieden    | ausgeschieden | ausgeschieden               | ausgeschieden               | ausgeschieden        | ausgeschieden        | ausgeschieden |
| Kenta Tokunan   | Säbel Einzel   | –               | –        | Vincent Anstett  | 13:15         | ausgeschieden    | ausgeschieden | ausgeschieden    | ausgeschieden | ausgeschieden               | ausgeschieden               | ausgeschieden        | ausgeschieden        | ausgeschieden |

### Fußball
| Wettbewerb    | Männer |
| ------------- | --- |
| Athleten      | Masatoshi Kushibiki (TW) Sei Muroya Wataru Endō Hiroki Fujiharu Naomichi Ueda Tsukasa Shiotani Riki Harakawa Ryōta Ōshima Shinya Yajima Shoya Nakajima Musashi Suzuki Kōsuke Nakamura (TW) Shinzō Kōroki Yosuke Ideguchi Masashi Kamekawa Takuma Asano Takuya Iwanami Takumi Minamino |
| Trainer       | Makoto Teguramori |
| Gruppenphase  | Nigeria 4:5 (2:3) Kolumbien 2:2 (0:0) Schweden 1:0 (0:0) |
| Viertelfinale | ausgeschieden |
| Halbfinale    | ausgeschieden |
| Finale        | ausgeschieden |
| Platzierung   | – |

### Gewichtheben
| Athleten         | Wettbewerb       | Reißen  | Reißen | Stoßen  | Stoßen | Zweikampf | Zweikampf | Rang   |
| Athleten         | Wettbewerb       | Gewicht | Rang   | Gewicht | Rang   | Gewicht   | Rang      | Rang   |
| ---------------- | ---------------- | ------- | ------ | ------- | ------ | --------- | --------- | ------ |
| Frauen           |                  |         |        |         |        |           |           |        |
| Hiromi Miyake    | Klasse bis 48 kg | 81 kg   | 8      | 107 kg  | 3      | 188 kg    | 3         | Bronze |
| Kanae Yagi       | Klasse bis 53 kg | 81 kg   | 6      | 105 kg  | 6      | 186 kg    | 6         | 6      |
| Mikiko Andō      | Klasse bis 58 kg | 94 kg   | 7      | 124 kg  | 4      | 218 kg    | 5         | 5      |
| Namika Matsumoto | Klasse bis 63 kg | 90 kg   | 10     | 115 kg  | 9      | 205 kg    | 9         | 9      |
| Männer           |                  |         |        |         |        |           |           |        |
| Hiroaki Takao    | Klasse bis 56 kg | 111 kg  | 12     | 138 kg  | 11     | 249 kg    | 11        | 11     |
| Yōichi Itokazu   | Klasse bis 62 kg | 133 kg  | 4      | 169 kg  | 4      | 202 kg    | 4         | 4      |
| Yōsuke Nakayama  | Klasse bis 62 kg | 121 kg  | 11     | 145 kg  | 12     | 266 kg    | 12        | 12     |

### Golf
| Athleten        | Runde 1 | Runde 2 | Runde 3 | Runde 4 | Gesamt | Par | Rang |
| --------------- | ------- | ------- | ------- | ------- | ------ | --- | ---- |
| Frauen          |         |         |         |         |        |     |      |
| Haru Nomura     | 69      | 69      | 72      | 65      | 275    | −9  | T4   |
| Shiho Oyama     | 70      | 71      | 77      | 74      | 292    | +8  | 42   |
| Männer          |         |         |         |         |        |     |      |
| Yuta Ikeda      | 74      | 69      | 69      | 69      | 281    | −3  | T21  |
| Shingo Katayama | 74      | 75      | 76      | 66      | 292    | +8  | 54   |

### Hockey
| Wettbewerb    | Frauen |
| ------------- | --- |
| Athleten      | Sakiyo Asano (TW) Nagisa Hayashi Mayumi Ono Emi Nishikori Akane Shibata Maki Sakaguchi Mie Nakashima Ayaka Nishimura Miyuki Nakagawa Yuri Nagai Hazuki Nagai Hazuki Yuda Aki Mitsuhashi Minami Shimizu Yukari Mano Motomi Kawamura |
| Trainer       | Yuji Nagai |
| Gruppenphase  | Indien 2:2 (2:0) Argentinien 0:4 (0:2) USA 1:6 (0:3) Großbritannien 0:2 (0:1) Australien 0:2 (0:1) |
| Viertelfinale | ausgeschieden |
| Halbfinale    | ausgeschieden |
| Finale        | ausgeschieden |
| Platzierung   | 10. Platz |

### Judo
| Athleten           | Wettbewerb  | 1. Runde        | 1. Runde    | 2. Runde       | 2. Runde         | Viertelfinale        | Viertelfinale    | Halbfinale / Trostrunde | Halbfinale / Trostrunde | Finale / Platz 3    | Finale / Platz 3 | Rang   |
| Athleten           | Wettbewerb  | Gegner          | Ergebnis    | Gegner         | Ergebnis         | Gegner               | Ergebnis         | Gegner                  | Ergebnis                | Gegner              | Ergebnis         | Rang   |
| ------------------ | ----------- | --------------- | ----------- | -------------- | ---------------- | -------------------- | ---------------- | ----------------------- | ----------------------- | ------------------- | ---------------- | ------ |
| Frauen             |             |                 |             |                |                  |                      |                  |                         |                         |                     |                  |        |
| Ami Kondo          | bis 48 kg   | Freilos         | Freilos     | E. Carrillo    | 101s0:000s1      | O. Galbadrakh        | 100s0:010s0      | P. Pareto               | 000s0:010s1             | U. Munkhbat         | 100s0:000s0      | Bronze |
| Misato Nakamura    | bis 52 kg   | Freilos         | Freilos     | T. Adiyasambuu | 100s0:000s0      | N. Kuziutina         | 100s0:000s0 (GS) | M. Kelmendi             | 000s1:000s0             | E. Miranda          | 001s1:000s1 (GS) | Bronze |
| Kaori Matsumoto    | bis 57 kg   | Freilos         | Freilos     | Z.A. Dabonne   | 101s0:000s0      | A. Pavia             | 010s0:000s0 (GS) | S. Dorjsuren            | 000s0:100s0             | Lien Chen-ling      | 001s1:000s0      | Bronze |
| Miku Tashiro       | bis 63 kg   | Freilos         | Freilos     | K. Haecker     | 111s0:000s3      | K. Unterwurzacher    | 001s0:000s0      | C. Agbegnenou           | 000s1:000s0             | Y. Gerbi            | 000s0:011s3      | 5      |
| Haruka Tachimoto   | bis 70 kg   | C. Zhou         | 100s0:000s0 | K. Polling     | 002s0:001s0 (GS) | K. Zupancic          | 010s0:000s0      | L. Vargas Koch          | 010s2:000s0             | Y. Alvear           | 100s1:000s0      | Gold   |
| Mami Umeki         | bis 78 kg   | Freilos         | Freilos     | A. Joó         | 000s2:002s2      | ausgeschieden        | ausgeschieden    | ausgeschieden           | ausgeschieden           | ausgeschieden       | ausgeschieden    | 9      |
| Kanae Yamabe       | über 78 kg  | Freilos         | Freilos     | S. Pakenyte    | 100s1:000s0      | T. Savelkouls        | 101s1:000s0      | I. Ortiz                | 000s1:001s2             | K. Sayit            | 010s3:000s0      | Bronze |
| Männer             |             |                 |             |                |                  |                      |                  |                         |                         |                     |                  |        |
| Naohisa Takato     | bis 60 kg   | Y. Siccardi     | 101s0:000H  | P. Petřikov    | 100s0:000s0      | Amiran Papinaschwili | 000s0:100s1      | Kim W.-j.               | 001s2:000s1             | O. Səfərov          | 000s0:000s2      | Bronze |
| Masashi Ebinuma    | bis 66 kg   | C. Chibana      | 101s0:000s0 | D. Ma          | 111s0:000s0      | W. Mateo             | 111s0:000s2      | An B.-u.                | 000s1:001s1 (GS)        | A. Bouchard         | 101s1:000s0      | Bronze |
| Shōhei Ōno         | bis 73 kg   | M. Murillo      | 100s0:000s3 | V. Scvortov    | 100s0:000s0      | L. Schawdatuaschwili | 010s0:000s0      | D. Van Tichelt          | 111s0:000s1             | R. Orujov           | 110s1:000s0      | Gold   |
| Takanori Nagase    | bis 81 kg   | L. Csoknyai     | 001s2:000s3 | P. Kibikai     | 100s0:000s1      | S. Toma              | 000s0:001s3      | A. Valois-Fortier       | 100s0:000s1             | A. Tschrikischwili  | 001s2:000s0      | Bronze |
| Mashu Baker        | bis 90 kg   | M. Odenthal     | 100s0:000s0 | A. Kukolj      | 100s1:000s0      | A. Iddir             | 100s0:000s0      | X. Cheng                | 101s1:000s0             | Warlam Liparteliani | 001s2:000s0      | Gold   |
| Ryūnosuke Haga     | bis 100 kg  | J. Borodavko    | 100s0:000s0 | R. Buzacarini  | 000s0:000s1      | L. Krpalek           | 000s2:000s1      | Beka Ghwiniaschwili     | 000s0:000s1             | A. Bloschenko       | 100s1:000s2      | Bronze |
| Hisayoshi Harasawa | über 100 kg | A. Okruaschwili | 000s1:000s2 | U. Kokauri     | 100s1:000s0      | Á. García            | 100s0:000s4      | A. Tangriyev            | 101s1:000s4             | T. Riner            | 000s2:000s1      | Silber |

### Kanu

#### Kanuslalom
| Athleten                    | Wettbewerb | Vorlauf  | Vorlauf | Halbfinale    | Halbfinale    | Finale        | Finale        | Rang   |
| Athleten                    | Wettbewerb | Zeit     | Rang    | Zeit          | Rang          | Zeit          | Rang          | Rang   |
| --------------------------- | ---------- | -------- | ------- | ------------- | ------------- | ------------- | ------------- | ------ |
| Frauen                      |            |          |         |               |               |               |               |        |
| Aki Yazawa                  | K-1        | 120,17 s | 20      | ausgeschieden | ausgeschieden | ausgeschieden | ausgeschieden | 20     |
| Männer                      |            |          |         |               |               |               |               |        |
| Kazuki Yazawa               | K-1        | 92,23 s  | 14      | 97,19 s       | 11            | ausgeschieden | ausgeschieden | 11     |
| Takuya Haneda               | C-1        | 94,58 s  | 5       | 98,84 s       | 6             | 97,44 s       | 3             | Bronze |
| Shota Sasaki Tsubasa Sasaki | C-2        | 119,04 s | 12      | ausgeschieden | ausgeschieden | ausgeschieden | ausgeschieden | 12     |

### Leichtathletik
Laufen und Gehen 
| Athleten                                                    | Wettbewerb        | Runde 1      | Runde 1 | Halbfinale    | Halbfinale    | Finale        | Finale        | Rang   |
| Athleten                                                    | Wettbewerb        | Zeit         | Rang    | Zeit          | Rang          | Zeit          | Rang          | Rang   |
| ----------------------------------------------------------- | ----------------- | ------------ | ------- | ------------- | ------------- | ------------- | ------------- | ------ |
| Frauen                                                      |                   |              |         |               |               |               |               |        |
| Chisato Fukushima                                           | 200 m             | 23,21 s      | 38      | ausgeschieden | ausgeschieden | ausgeschieden | ausgeschieden | 38     |
| Misaki Onishi                                               | 5000 m            | 15:29,17 min | 17      | –             | –             | ausgeschieden | ausgeschieden | 20     |
| Ayuko Suzuki                                                | 5000 m            | 15:41,81 min | 23      | –             | –             | ausgeschieden | ausgeschieden | 26     |
| Miyuki Uehara                                               | 5000 m            | 15:23,41 min | 13      | –             | –             | 15:34,97 min  | 15            | 15     |
| Hanami Sekine                                               | 10.000 m          | –            | –       | –             | –             | 31:44,44 min  | 20            | 20     |
| Yuka Takashima                                              | 10.000 m          | –            | –       | –             | –             | 31:36,44 min  | 18            | 18     |
| Kayoko Fukushi                                              | Marathon          | –            | –       | –             | –             | 2:29:53 h     | 14            | 14     |
| Mai Itō                                                     | Marathon          | –            | –       | –             | –             | 2:37:37 h     | 46            | 46     |
| Tomomi Tanaka                                               | Marathon          | –            | –       | –             | –             | 2:31:12 h     | 19            | 19     |
| Kumiko Okada                                                | 20 km Gehen       | –            | –       | –             | –             | 1:32:42 h     | 32            | 32     |
| Satomi Kubokura                                             | 400 m Hürden      | 57,34 s      | 35      | ausgeschieden | ausgeschieden | ausgeschieden | ausgeschieden | 35     |
| Anju Takamizawa                                             | 3000 m Hindernis  | 9:58,59 min  | 49      | –             | –             | ausgeschieden | ausgeschieden | 49     |
| Männer                                                      |                   |              |         |               |               |               |               |        |
| Asuka Cambridge                                             | 100 m             | 10,13 s      | 8       | 10,17 s       | 21            | ausgeschieden | ausgeschieden | 21     |
| Yoshihide Kiryū                                             | 100 m             | 10,23 s      | 29      | ausgeschieden | ausgeschieden | ausgeschieden | ausgeschieden | 29     |
| Ryōta Yamagata                                              | 100 m             | 10,20 s      | 22      | 10,05 s       | 11            | ausgeschieden | ausgeschieden | 11     |
| Kenji Fujimitsu                                             | 200 m             | 20,86 s      | 64      | ausgeschieden | ausgeschieden | ausgeschieden | ausgeschieden | 64     |
| Shōta Iizuka                                                | 200 m             | 20,49 s      | 30      | ausgeschieden | ausgeschieden | ausgeschieden | ausgeschieden | 31     |
| Kei Takase                                                  | 200 m             | 20,71 s      | 55      | ausgeschieden | ausgeschieden | ausgeschieden | ausgeschieden | 55     |
| Yūzō Kanemaru                                               | 400 m             | 48,38 s      | 47      | ausgeschieden | ausgeschieden | ausgeschieden | ausgeschieden | 47     |
| Julian Walsh                                                | 400 m             | 46,37 s      | 38      | ausgeschieden | ausgeschieden | ausgeschieden | ausgeschieden | 38     |
| Shō Kawamoto                                                | 800 m             | 1:49,41 min  | 43      | ausgeschieden | ausgeschieden | ausgeschieden | ausgeschieden | 43     |
| Kōta Murayama                                               | 5000 m            | 14:26,72 min | 42      | –             | –             | ausgeschieden | ausgeschieden | 42     |
| Suguro Ōsako                                                | 5000 m            | 13:31,45 min | 27      | –             | –             | ausgeschieden | ausgeschieden | 28     |
| Kōta Murayama                                               | 10.000 m          | –            | –       | –             | –             | 29:02,51 min  | 30            | 30     |
| Suguro Ōsako                                                | 10.000 m          | –            | –       | –             | –             | 27:51,94 min  | 17            | 17     |
| Yūta Shitara                                                | 10.000 m          | –            | –       | –             | –             | 28:55,23 min  | 29            | 29     |
| Suehiro Ishikawa                                            | Marathon          | –            | –       | –             | –             | 2:17:08 h     | 36            | 36     |
| Hisanori Kitajima                                           | Marathon          | –            | –       | –             | –             | 2:25:11 h     | 94            | 94     |
| Satoru Sasaki                                               | Marathon          | –            | –       | –             | –             | 2:13:57 h     | 16            | 16     |
| Isamu Fujisawa                                              | 20 km Gehen       | –            | –       | –             | –             | 1:22:03 h     | 21            | 21     |
| Daisuke Matsunaga                                           | 20 km Gehen       | –            | –       | –             | –             | 1:20:22 h     | 7             | 7      |
| Eiki Takahashi                                              | 20 km Gehen       | –            | –       | –             | –             | 1:24:59 h     | 42            | 42     |
| Hirooki Arai                                                | 50 km Gehen       | –            | –       | –             | –             | 3:41:24 h     | 3             | Bronze |
| Kōichirō Morioka                                            | 50 km Gehen       | –            | –       | –             | –             | 3:58:59 h     | 26            | 26     |
| Takayuki Tanii                                              | 50 km Gehen       | –            | –       | –             | –             | 3:51:00 h     | 14            | 14     |
| Wataru Yazawa                                               | 110 m Hürden      | 13,88 s      | 32      | ausgeschieden | ausgeschieden | ausgeschieden | ausgeschieden | 32     |
| Yūki Matsuhita                                              | 400 m Hürden      | 49,60 s      | 25      | ausgeschieden | ausgeschieden | ausgeschieden | ausgeschieden | 26     |
| Keisuke Nozawa                                              | 400 m Hürden      | 48,62 s      | 6       | 49,20 s       | 15            | ausgeschieden | ausgeschieden | 15     |
| Kazuya Shiojiri                                             | 3000 m Hindernis  | 8:40,98 min  | 33      | –             | –             | ausgeschieden | ausgeschieden | 33     |
| Asuka Cambridge Shōta Iizuka Yoshihide Kiryū Ryōta Yamagata | 4 × 100-m-Staffel | 37,68 s      | 2       | –             | –             | 37,60 s       | 2             | Silber |
| Nobuya Katō Takamasa Kitagawa Tomoya Tamura Julian Walsh    | 4 × 400-m-Staffel | 3:02,95 min  | 13      | –             | –             | ausgeschieden | ausgeschieden | 13     |

 Springen und Werfen 
| Athleten        | Wettbewerb     | Qualifikation         | Qualifikation         | Finale        | Finale        | Rang |
| Athleten        | Wettbewerb     | Weite/Höhe            | Rang                  | Weite/Höhe    | Rang          | Rang |
| --------------- | -------------- | --------------------- | --------------------- | ------------- | ------------- | ---- |
| Frauen          |                |                       |                       |               |               |      |
| Konomi Kai      | Weitsprung     | 5,87 m                | 37                    | ausgeschieden | ausgeschieden | 37   |
| Yuki Ebihara    | Speerwurf      | 57,68 m               | 21                    | ausgeschieden | ausgeschieden | 21   |
| Männer          |                |                       |                       |               |               |      |
| Takashi Etō     | Hochsprung     | 2,17 m                | 35                    | ausgeschieden | ausgeschieden | 35   |
| Hiroki Ogita    | Stabhochsprung | 5,45 m                | 21                    | ausgeschieden | ausgeschieden | 21   |
| Daichi Sawano   | Stabhochsprung | 5,60 m                | 10                    | 5,50 m        | 7             | 7    |
| Seito Yamamoto  | Stabhochsprung | ohne gültigen Versuch | ohne gültigen Versuch | ausgeschieden | ausgeschieden | –    |
| Daigo Hasegawa  | Dreisprung     | 16,17 m               | 29                    | ausgeschieden | ausgeschieden | 29   |
| Kōhei Yamashita | Dreisprung     | 15,71 m               | 35                    | ausgeschieden | ausgeschieden | 35   |
| Ryōhei Arai     | Speerwurf      | 84,16 m               | 4                     | 79,47 m       | 11            | 11   |

 Mehrkampf 
| Athleten         | 100 m    | 100 m | Weitsprung | Weitsprung | Kugelstoßen | Kugelstoßen | Hochsprung | Hochsprung | 400 m    | 400 m | 110 m Hürden | 110 m Hürden | Diskuswurf | Diskuswurf | Stabhochsprung | Stabhochsprung | Speerwurf | Speerwurf | 1500 m      | 1500 m | Punkte | Rang |
| Athleten         | Zeit (s) | Pkte. | Weite (m)  | Pkte.      | Weite (m)   | Pkte.       | Höhe (m)   | Pkte.      | Zeit (s) | Pkte. | Zeit (s)     | Pkte.        | Weite (m)  | Pkte.      | Höhe (m)       | Pkte.          | Weite (m) | Pkte.     | Zeit (min)  | Pkte.  | Punkte | Rang |
| ---------------- | -------- | ----- | ---------- | ---------- | ----------- | ----------- | ---------- | ---------- | -------- | ----- | ------------ | ------------ | ---------- | ---------- | -------------- | -------------- | --------- | --------- | ----------- | ------ | ------ | ---- |
| Zehnkampf Männer |          |       |            |            |             |             |            |            |          |       |              |              |            |            |                |                |           |           |             |        |        |      |
| Akihiko Nakamura | 11,04 s  | 852   | 7,13 m     | 845        | 12,00 m     | 606         | 1,92 m     | 731        | 48,93 s  | 865   | 14,57 s      | 902          | 34,91 m    | 562        | 4,70 m         | 819            | 51,24 m   | 607       | 4:18,37 min | 823    | 7612   | 22   |
| Keisuke Ushiro   | 11,30 s  | 795   | 6,83 m     | 774        | 14,14 m     | 737         | 1,98 m     | 785        | 50,43 s  | 795   | 15,09 s      | 839          | 49,90 m    | 868        | 4,90 m         | 880            | 66,63 m   | 838       | 4:46,33 min | 641    | 7952   | 20   |

### Moderner Fünfkampf
| Athleten         | Fechten | Fechten | Schwimmen   | Schwimmen | Reiten | Reiten | Combined     | Combined | Punkte | Rang |
| Athleten         | Bilanz  | Punkte  | Zeit        | Punkte    | Zeit   | Punkte | Zeit         | Punkte   | Punkte | Rang |
| ---------------- | ------- | ------- | ----------- | --------- | ------ | ------ | ------------ | -------- | ------ | ---- |
| Frauen           |         |         |             |           |        |        |              |          |        |      |
| Natsumi Tomonaga | 15:20   | 190     | 2:15,63 min | 294       | 2      | 298    | 12:55,44 min | 525      | 1307   | 12   |
| Männer           |         |         |             |           |        |        |              |          |        |      |
| Shōhei Iwamoto   | 9:26    | 154     | 2:08,65 min | 315       | 0      | 300    | 11:54,59 min | 586      | 1355   | 30   |
| Tomoya Miguchi   | 20:15   | 220     | 2:02,62 min | 333       | 19     | 281    | 12:02,88 min | 578      | 1412   | 22   |

### Radsport

#### Bahn
| Athleten           | Wettbewerb | Qualifikation | Qualifikation | Finals        | Finals        | Rang |
| Athleten           | Wettbewerb | Zeit          | Rang          | Zeit          | Rang          | Rang |
| ------------------ | ---------- | ------------- | ------------- | ------------- | ------------- | ---- |
| Männer             |            |               |               |               |               |      |
| Seiichirō Nakagawa | Sprint     | 10,241 s      | 25            | ausgeschieden | ausgeschieden | 25   |
| Yūta Wakimoto      | Keirin     |               |               |               |               | 13   |
| Kazunari Watanabe  | Keirin     |               |               |               |               | 21   |

Omnium
| Frauen            |    |    |    |    |    |    |    |    |    |    |    |   |    |    |
| Sakura Tsukagoshi | 17 | 8  | 16 | 10 | 17 | 8  | 6  | 30 | 15 | 12 | 14 | 0 | 68 | 16 |
| Männer            |    |    |    |    |    |    |    |    |    |    |    |   |    |    |
| Kazushige Kuboki  | 12 | 18 | 18 | 6  | 4  | 34 | 15 | 12 | 16 | 10 | 12 | 1 | 81 | 14 |

#### Straße
| Athleten        | Wettbewerb       | Zeit          | Rang          |
| --------------- | ---------------- | ------------- | ------------- |
| Frauen          |                  |               |               |
| Eri Yonamine    | Straßenrennen    | 3:56:23 h     | 17            |
| Eri Yonamine    | Einzelzeitfahren | 46:43,09 min  | 15            |
| Männer          |                  |               |               |
| Yukiya Arashiro | Straßenrennen    | 6:19:43 h     | 27            |
| Kohei Uchima    | Straßenrennen    | nicht beendet | nicht beendet |

#### Mountainbike
| Athleten       | Wettbewerb    | Zeit      | Rang |
| -------------- | ------------- | --------- | ---- |
| Männer         |               |           |      |
| Kōhei Yamamoto | Cross-Country | 1:40:34 h | 21   |

#### BMX
| Athleten           | Wettbewerb | Qualifikation | Qualifikation | Viertelfinale | Viertelfinale | Halbfinale    | Halbfinale    | Finale        | Finale        | Rang          |
| Athleten           | Wettbewerb | Zeit          | Rang          | Punkte        | Rang          | Punkte        | Rang          | Zeit          | Rang          | Rang          |
| ------------------ | ---------- | ------------- | ------------- | ------------- | ------------- | ------------- | ------------- | ------------- | ------------- | ------------- |
| Männer             |            |               |               |               |               |               |               |               |               |               |
| Yoshitaku Nagasako | Race       | 35,286 s      | 12            | 21            | 8             | ausgeschieden | ausgeschieden | ausgeschieden | ausgeschieden | ausgeschieden |

### Reiten
| Dressur                                                                                                  |            |         |      |
| Athleten                                                                                                 | Wettbewerb | Prozent | Rang |
| Yuko Kitai mit Don Lorean                                                                                | Einzel     | 67,271  | 48   |
| Masanao Takahasi mit Fabriano                                                                            | Einzel     | 62,986  | 58   |
| Kiichi Harada mit Egistar                                                                                | Einzel     | 68,286  | 45   |
| Akane Kuroki mit Toots                                                                                   | Einzel     | 66,900  | 50   |
| Yuko Kitai mit Don Lorean Masanao Takahasi mit Fabriano Kiichi Haradi mit Egistar Akane Kuroki mit Toots | Mannschaft | 67,486  | 11   |

| Springen |            |                  |               |               |              |              |      |
| Athleten | Wettbewerb | Strafpunkte      | Strafpunkte   | Strafpunkte   | Strafpunkte  | Strafpunkte  | Rang |
| Athleten | Wettbewerb | 1. Qualifikation | Nationenpreis | Nationenpreis | Einzelfinale | Einzelfinale | Rang |
| Athleten | Wettbewerb | 1. Qualifikation | 1. Umlauf     | 2. Umlauf     | 1. Umlauf    | 2. Umlauf    | Rang |
| Daisuke Fukushima mit Cornet                                                                                       | Einzel     | (47)             | (1)           | –             | –            | –            | –    |
| Toshiki Masui mit Taloubetdarco                                                                                    | Einzel     | (16)             | (2)           | –             | –            | –            | –    |
| Taizō Sugitani mit Imothep                                                                                         | Einzel     | (16)             | (2)           | –             | –            | –            | –    |
| Reiko Takeda mit Bardolino                                                                                         | Einzel     | (4)              | (1)           | Aufgabe       | –            | –            | 26   |
| Daisuke Fukushima mit Cornet Toshiki Masui mit Taloubetdarco Taizo Sugitani mit Imothep Reiko Takeda mit Bardolino | Mannschaft | (36)             | (14)          | ausgeschieden | –            | –            | 13   |

| Vielseitigkeit                      |            |                     |                     |          |                    |       |    |
| Athleten                            | Wettbewerb | Minuspunkte Dressur | Minuspunkte Gelände | Springen | Minuspunkte Gesamt | Rang  |    |
| Yoshiaki Ōiwa mit The Duke of Cavan | Einzel     | 47,00               | 18,00               | 4,00     | 8,00               | 77,00 | 20 |
| Ryuzo Kitajima mit Just Chocolate   | Einzel     | 57,70               | 74,40               | Aufgabe  | –                  | –     | –  |

### Ringen
| Athleten                         | Wettbewerb       | 1. Runde                | 1. Runde | Achtelfinale            | Achtelfinale | Viertelfinale         | Viertelfinale | Halbfinale         | Halbfinale    | Hoffnungsrunde Viertelfinale | Hoffnungsrunde Viertelfinale | Hoffnungsrunde Halbfinale | Hoffnungsrunde Halbfinale | Hoffnungsrunde Finale | Hoffnungsrunde Finale | Finale                      | Finale        | Rang   |
| Athleten                         | Wettbewerb       | Gegner                  | Ergebnis | Gegner                  | Ergebnis     | Gegner                | Ergebnis      | Gegner             | Ergebnis      | Gegner                       | Ergebnis                     | Gegner                    | Ergebnis                  | Gegner                | Ergebnis              | Gegner                      | Ergebnis      | Rang   |
| -------------------------------- | ---------------- | ----------------------- | -------- | ----------------------- | ------------ | --------------------- | ------------- | ------------------ | ------------- | ---------------------------- | ---------------------------- | ------------------------- | ------------------------- | --------------------- | --------------------- | --------------------------- | ------------- | ------ |
| Freistil Frauen                  |                  |                         |          |                         |              |                       |               |                    |               |                              |                              |                           |                           |                       |                       |                             |               |        |
| Eri Tosaka                       | Klasse bis 48 kg | Freilos                 | Freilos  | Zhuldyz Eshimova        | 3:0          | Haley Augello         | 3:1           | Sun Yanan          | 3:1           | –                            | –                            | –                         | –                         | –                     | –                     | Mariya Stadnik              | 3:1           | Gold   |
| Saori Yoshida                    | Klasse bis 53 kg | Freilos                 | Freilos  | Nataliya Sinişin        | 3:0          | Isabelle Sambou       | 3:0           | Betzabeth Argüello | 3:0           | –                            | –                            | –                         | –                         | –                     | –                     | Helen Maroulis              | 1:3           | Silber |
| Kaori Icho                       | Klasse bis 58 kg | Freilos                 | Freilos  | Marwa Amri              | 4:0          | Elif Jale Yeşilırmak  | 3:1           | Julija Ratkewitsch | 4:0           | –                            | –                            | –                         | –                         | –                     | –                     | Walerija Scholobowa         | 3:1           | Gold   |
| Risako Kawai                     | Klasse bis 63 kg | Freilos                 | Freilos  | Monika Michalik         | 3:0          | Anastasija Grigorjeva | 3:0           | Inna Traschukowa   | 3:0           | –                            | –                            | –                         | –                         | –                     | –                     | Maryja Mamaschuk            | 3:0           | Gold   |
| Sara Doshō                       | Klasse bis 69 kg | Alina Stadnyk-Machynja  | 3:1      | Buse Tosun              | 4:0          | Dorothy Yeats         | 3:1           | Jenny Fransson     | 3:1           | –                            | –                            | –                         | –                         | –                     | –                     | Natalja Worobjowa           | 3:1           | Gold   |
| Rio Watari                       | Klasse bis 75 kg | Freilos                 | Freilos  | Aline da Silva Ferreira | 1:3          | ausgeschieden         | ausgeschieden | ausgeschieden      | ausgeschieden | ausgeschieden                | ausgeschieden                | ausgeschieden             | ausgeschieden             | ausgeschieden         | ausgeschieden         | ausgeschieden               | ausgeschieden | 14     |
| Freistil Männer                  |                  |                         |          |                         |              |                       |               |                    |               |                              |                              |                           |                           |                       |                       |                             |               |        |
| Rei Higuchi                      | Klasse bis 57 kg | Yang Kyong-il           | 3:1      | Asadulla Lachinau       | 3:0          | Yowlys Bonne          | 3:0           | Hassan Rahimi      | 5:0           | –                            | –                            | –                         | –                         | –                     | –                     | Wladimer Chintschegaschwili | 0:4           | Silber |
| Sōsuke Takatani                  | Klasse bis 74 kg | Talgat Ilyasov          | 5:0      | Zelimkhan Khadijev      | 3:1          | Galymzhan Usserbayev  | 1:3           | ausgeschieden      | ausgeschieden | ausgeschieden                | ausgeschieden                | ausgeschieden             | ausgeschieden             | ausgeschieden         | ausgeschieden         | ausgeschieden               | ausgeschieden | 7      |
| griechisch-römischer Stil Männer |                  |                         |          |                         |              |                       |               |                    |               |                              |                              |                           |                           |                       |                       |                             |               |        |
| Shinobu Ōta                      | Klasse bis 59 kg | Hamid Soryan Reihanpour | 3:1      | Almat Kebispajew        | 3:0          | Stig André Berge      | 3:0           | Rövşən Bayramov    | 5:0           | –                            | –                            | –                         | –                         | –                     | –                     | Ismael Borrero Molina       | 0:4           | Silber |
| Tomohiro Inoue                   | Klasse bis 66 kg | Freilos                 | Freilos  | Davor Štefanek          | 0:4          | ausgeschieden         | ausgeschieden | ausgeschieden      | ausgeschieden | Freilos                      | Freilos                      | Frank Stäbler             | 3:1                       | Shmagi Bolkvadze      | 0:3                   | ausgeschieden               | ausgeschieden | 5      |

### Rudern
| Athleten                    | Wettbewerb                  | Vorlauf     | Vorlauf | Vorlauf       | Hoffnungslauf | Hoffnungslauf | Hoffnungslauf | Halbfinale  | Halbfinale | Halbfinale    | Finale      | Finale | Rang |
| Athleten                    | Wettbewerb                  | Zeit        | Platz   | Qualifikation | Zeit          | Platz         | Qualifikation | Zeit        | Platz      | Qualifikation | Zeit        | Platz  | Rang |
| --------------------------- | --------------------------- | ----------- | ------- | ------------- | ------------- | ------------- | ------------- | ----------- | ---------- | ------------- | ----------- | ------ | ---- |
| Frauen                      |                             |             |         |               |               |               |               |             |            |               |             |        |      |
| Ayami Ōishi Chiaki Tomita   | Leichtgewichts-Doppelzweier | 7:15,75 min | 4       | Hoffnungslauf | 8:00,50 min   | 2             | Halbfinale    | 7:46,41 min | 6          | B-Finale      | 7:42,87 min | 6      | 12   |
| Männer                      |                             |             |         |               |               |               |               |             |            |               |             |        |      |
| Hiroshi Nakano Hideki Omoto | Leichtgewichts-Doppelzweier | 6:34,27 min | 3       | Hoffnungslauf | 7:11,20 min   | 4             | Halbfinale C  | 7:30,64 min | 3          | C-Finale      | 6:45,81 min | 3      | 15   |

### Rugby
| Wettbewerb         | Frauen | Männer |
| ------------------ | --- | --- |
| Athleten           | Yuka Kanematsu Mifuyu Koide Ano Kuwai Kana Mitsugi Chiharu Nakamura Ayaka Suzuki Yume Okuroda Noriko Taniguchi Makiko Tomita Marie Yamaguchi Mio Yamanaka Chisato Yoko | Kenki Fukuoka Teruya Goto Kazuhiro Gōya Kazushi Hano Masakatsu Hikosaka Yusaku Kuwazuru Lomano Lemeki Katsuyuki Sakai Kameli Raravou Soejima Yoshitaka Tokunaga Shohei Toyosima Lote Tuqiri |
| Trainer            | Keiko Asami | Tomohiro Segawa |
| Gruppenphase       | Kanada (0:45) Großbritannien (0:40) Brasilien (10:26) | Neuseeland (14:12) Großbritannien (19:21) Kenia (31:7) |
| Viertelfinale      | – | Frankreich (12:7) |
| Halbfinale         | – | Fidschi (5:20) |
| Spiel um Bronze    | – | Südafrika (14:54) |
| Finale             | – | – |
| Platzierungsspiele | Kenia (24:0) Brasilien (5:33) | – |
| Platzierung        | 10. Platz | 4. Platz |

### Schießen
| Athleten            | Wettbewerb                               | Qualifikation   | Qualifikation | Finale          | Finale        | Ringe/ Scheiben | Rang |
| Athleten            | Wettbewerb                               | Ringe/ Scheiben | Rang          | Ringe/ Scheiben | Rang          | Ringe/ Scheiben | Rang |
| ------------------- | ---------------------------------------- | --------------- | ------------- | --------------- | ------------- | --------------- | ---- |
| Frauen              |                                          |                 |               |                 |               |                 |      |
| Akiko Satō          | Luftpistole 10 Meter                     | 369             | 42            | ausgeschieden   | ausgeschieden | 369             | 42   |
| Akiko Satō          | Sportpistole 25 Meter                    | 565             | 34            | ausgeschieden   | ausgeschieden | 565             | 34   |
| Yukie Nakayama      | Trap                                     | 61              | 20            | ausgeschieden   | ausgeschieden | 61              | 20   |
| Naoko Ishihara      | Skeet                                    | 62              | 18            | ausgeschieden   | ausgeschieden | 62              | 18   |
| Männer              |                                          |                 |               |                 |               |                 |      |
| Tomoyuki Matsuda    | Luftpistole 10 Meter                     | 576             | 22            | ausgeschieden   | ausgeschieden | 576             | 22   |
| Teruyoshi Akiyama   | Schnellfeuerpistole 25 Meter             | 564             | 22            | ausgeschieden   | ausgeschieden | 564             | 22   |
| Eita Mori           | Schnellfeuerpistole 25 Meter             | 570             | 19            | ausgeschieden   | ausgeschieden | 570             | 19   |
| Tomoyuki Matsuda    | Freie Pistole 50 Meter                   | 550             | 19            | ausgeschieden   | ausgeschieden | 550             | 19   |
| Naoya Okada         | Luftgewehr 10 Meter                      | 622,6           | 20            | ausgeschieden   | ausgeschieden | 622,6           | 20   |
| Toshikazu Yamashita | Luftgewehr 10 Meter                      | 619,5           | 36            | ausgeschieden   | ausgeschieden | 619,5           | 36   |
| Toshikazu Yamashita | Kleinkaliber Dreistellungskampf 50 Meter | 1169            | 22            | ausgeschieden   | ausgeschieden | 1169            | 22   |
| Toshikazu Yamashita | Kleinkaliber liegend 50 Meter            | 617,4           | 41            | ausgeschieden   | ausgeschieden | 617,4           | 41   |

### Schwimmen
| Athleten                                                                  | Wettbewerb          | Vorlauf     | Vorlauf | Halbfinale    | Halbfinale    | Finale        | Finale        | Rang   |
| Athleten                                                                  | Wettbewerb          | Zeit        | Rang    | Zeit          | Rang          | Zeit          | Rang          | Rang   |
| ------------------------------------------------------------------------- | ------------------- | ----------- | ------- | ------------- | ------------- | ------------- | ------------- | ------ |
| Frauen                                                                    |                     |             |         |               |               |               |               |        |
| Rikako Ikee                                                               | 50 m Freistil       | 25,45 s     | 36      | ausgeschieden | ausgeschieden | ausgeschieden | ausgeschieden | 36     |
| Yayoi Matsumoto                                                           | 50 m Freistil       | 25,73 s     | 43      | ausgeschieden | ausgeschieden | ausgeschieden | ausgeschieden | 43     |
| Rikako Ikee                                                               | 100 m Freistil      | 54,50 s     | 16      | 54,31 s       | 12            | ausgeschieden | ausgeschieden | 12     |
| Miki Uchida                                                               | 100 m Freistil      | 54,50 s     | 16      | 54,39 s       | 14            | ausgeschieden | ausgeschieden | 14     |
| Chihiro Igarashi                                                          | 200 m Freistil      | 1:57,88 min | 17      | ausgeschieden | ausgeschieden | ausgeschieden | ausgeschieden | 17     |
| Rikako Ikee                                                               | 200 m Freistil      | 1:58,49 min | 21      | ausgeschieden | ausgeschieden | ausgeschieden | ausgeschieden | 21     |
| Chihiro Igarashi                                                          | 400 m Freistil      | 4:07,52 min | 12      | –             | –             | ausgeschieden | ausgeschieden | 12     |
| Natsumi Hoshi                                                             | 100 m Schmetterling | 58,15 s     | 14      | 58,03 s       | 10            | ausgeschieden | ausgeschieden | 10     |
| Rikako Ikee                                                               | 100 m Schmetterling | 57,27 s     | 7       | 57,05 s       | 3             | 56,86 s       | 5             | 5      |
| Suzuka Hasegawa                                                           | 200 m Schmetterling | 2:07,35 min | 6       | 2:07,33 min   | 9             | ausgeschieden | ausgeschieden | 9      |
| Natsumi Hoshi                                                             | 200 m Schmetterling | 2:07,37 min | 7       | 2:06,74 min   | 4             | 2:05,20 min   | 3             | Bronze |
| Satomi Suzuki                                                             | 100 m Brust         | 1:06,99 min | 13      | 1:07,18 min   | 12            | ausgeschieden | ausgeschieden | 12     |
| Kanako Watanabe                                                           | 100 m Brust         | 1:07,22 min | 16      | 1:07,43 min   | 15            | ausgeschieden | ausgeschieden | 15     |
| Rie Kanetō                                                                | 200 m Brust         | 2:22,86 min | 2       | 2:22,11 min   | 2             | 2:20,30 min   | 1             | Gold   |
| Kanako Watanabe                                                           | 200 m Brust         | 2:24,77 min | 12      | 2:25,10 min   | 14            | ausgeschieden | ausgeschieden | 14     |
| Natsumi Sakai                                                             | 100 m Rücken        | 1:01,74 min | 26      | ausgeschieden | ausgeschieden | ausgeschieden | ausgeschieden | 26     |
| Natsumi Sakai                                                             | 200 m Rücken        | 2:13,99 min | 26      | ausgeschieden | ausgeschieden | ausgeschieden | ausgeschieden | 26     |
| Runa Imai                                                                 | 200 m Lagen         | 2:11,78 min | 11      | 2:12,53 min   | 15            | ausgeschieden | ausgeschieden | 15     |
| Miho Teramura                                                             | 200 m Lagen         | 2:10,34 min | 5       | 2:11,03 min   | 9             | ausgeschieden | ausgeschieden | 9      |
| Sakiko Shimizu                                                            | 400 m Lagen         | 4:34,66 min | 7       | –             | –             | 4:38,06 min   | 8             | 8      |
| Miho Takahashi                                                            | 400 m Lagen         | 4:37,33 min | 10      | –             | –             | ausgeschieden | ausgeschieden | 10     |
| Rikako Ikee Yayoi Matsumoto Miki Uchida Misaki Yamaguchi                  | 4 × 100 m Freistil  | 3:36,74 min | 7       | –             | –             | 3:37,78 min   | 8             | 8      |
| Tomomi Aoki Chihiro Igarashi Rikako Ikee Sachi Mochida                    | 4 × 200 m Freistil  | 7:52,50 min | 7       | –             | –             | 7:56,76 min   | 8             | 8      |
| Rikako Ikee Natsumi Sakai Miki Uchida Kanako Watanabe                     | 4 × 100 m Lagen     | 3:59,82 min | 10      | –             | –             | ausgeschieden | ausgeschieden | 10     |
| Yumi Kida                                                                 | 10 km Freiwasser    | –           | –       | –             | –             | 1:57:35,2 h   | 12            | 12     |
| Männer                                                                    |                     |             |         |               |               |               |               |        |
| Katsumi Nakamura                                                          | 50 m Freistil       | 22,13 s     | 18      | ausgeschieden | ausgeschieden | ausgeschieden | ausgeschieden | 18     |
| Shinri Shioura                                                            | 50 m Freistil       | 22,01 s     | 14      | 22,18 s       | 16            | ausgeschieden | ausgeschieden | 16     |
| Katsumi Nakamura                                                          | 100 m Freistil      | 48,61 s     | 17      | ausgeschieden | ausgeschieden | ausgeschieden | ausgeschieden | 17     |
| Shinri Shioura                                                            | 100 m Freistil      | 48,94 s     | 27      | ausgeschieden | ausgeschieden | ausgeschieden | ausgeschieden | 27     |
| Kōsuke Hagino                                                             | 200 m Freistil      | 1:46,19 min | 7       | 1:45,45 min   | 2             | 1:45,90 min   | 7             | 7      |
| Naito Ehara                                                               | 400 m Freistil      | 3:50,61 min | 31      | –             | –             | ausgeschieden | ausgeschieden | 31     |
| Takurō Fujii                                                              | 100 m Schmetterling | 52,36 s     | 20      | ausgeschieden | ausgeschieden | ausgeschieden | ausgeschieden | 20     |
| Masato Sakai                                                              | 200 m Schmetterling | 1:55,76 min | 6       | 1:55,32 min   | 6             | 1:53,40 min   | 2             | Silber |
| Daiya Seto                                                                | 200 m Schmetterling | 1:55,79 min | 8       | 1:55,28 min   | 5             | 1:54,82 min   | 5             | 5      |
| Yasuhiro Koseki                                                           | 100 m Brust         | 58,91 s     | 2       | 59,23 s       | 4             | 59,37 s       | 6             | 6      |
| Ippei Watanabe                                                            | 100 m Brust         | 1:00,33 min | 18      | ausgeschieden | ausgeschieden | ausgeschieden | ausgeschieden | 18     |
| Yasuhiro Koseki                                                           | 200 m Brust         | 2:08,61 min | 2       | 2:07,91 min   | 4             | 2:07,80 min   | 5             | 5      |
| Ippei Watanabe                                                            | 200 m Brust         | 2:09,63 min | 8       | 2:07,22 min   | 1             | 2:07,87 min   | 6             | 6      |
| Junya Hasegawa                                                            | 100 m Rücken        | 54,17 s     | 19      | ausgeschieden | ausgeschieden | ausgeschieden | ausgeschieden | 19     |
| Ryōsuke Irie                                                              | 100 m Rücken        | 53,49 s     | 8       | 53,21 s       | 7             | 53,42 s       | 7             | 7      |
| Ryōsuke Irie                                                              | 200 m Rücken        | 1:56,61 min | 8       | 1:56,31 min   | 7             | 1:56,36 min   | 8             | 8      |
| Masaki Kaneko                                                             | 200 m Rücken        | 1:57,19 min | 13      | 1:56,78 min   | 11            | ausgeschieden | ausgeschieden | 11     |
| Hiromasa Fujimori                                                         | 200 m Lagen         | 1:58,88 min | 7       | 1:58,20 min   | 7             | 1:57,21 min   | 4             | 4      |
| Kōsuke Hagino                                                             | 200 m Lagen         | 1:58,79 min | 6       | 1:57,38 min   | 4             | 1:56,61 min   | 2             | Silber |
| Kōsuke Hagino                                                             | 400 m Lagen         | 4:10,00 min | 3       | –             | –             | 4:06,05 min   | 1             | Gold   |
| Daiya Seto                                                                | 400 m Lagen         | 4:08,47 min | 2       | –             | –             | 4:09,71 min   | 3             | Bronze |
| Kenji Kobase Jun’ya Koga Katsumi Nakamura Shinri Shioura                  | 4 × 100 m Freistil  | 3:14,17 min | 8       | –             | –             | 3:14,48 min   | 8             | 8      |
| Naito Ehara Kōsuke Hagino Yūki Kobori Takeshi Matsuda                     | 4 × 200 m Freistil  | 7:07,68 min | 5       | –             | –             | 7:03,50 min   | 3             | Bronze |
| Takurō Fujii Ryōsuke Irie Yasuhiro Koseki Katsumi Nakamura Shinri Shioura | 4 × 100 m Lagen     | 3:32,33 min | 3       | –             | –             | 3:31,97 min   | 5             | 5      |
| Yasunari Hirai                                                            | 10 km Freiwasser    | –           | –       | –             | –             | 1:53:04,6 h   | 8             | 8      |

### Segeln
Fleet Race
| Athleten                       | Wettbewerb      | Qualifikation | Qualifikation | Medal Race    | Medal Race    | Punkte | Rang |
| Athleten                       | Wettbewerb      | Punkte        | Rang          | Punkte        | Rang          | Punkte | Rang |
| ------------------------------ | --------------- | ------------- | ------------- | ------------- | ------------- | ------ | ---- |
| Frauen                         |                 |               |               |               |               |        |      |
| Megumi Iseda                   | Windsurfen RS:X | 198           | 20            | ausgeschieden | ausgeschieden | 198    | 20   |
| Manami Doi                     | Laser Radial    | 139           | 20            | ausgeschieden | ausgeschieden | 139    | 20   |
| Keiko Miyagawa Sena Takano     | 49er FX         | 210           | 20            | ausgeschieden | ausgeschieden | 210    | 20   |
| Ai Kondō Yoshida Miho Yoshioka | 470er           | 52            | 4             | 14            | 7             | 66     | 5    |
| Männer                         |                 |               |               |               |               |        |      |
| Makoto Tomizawa                | Windsurfen RS:X | 138           | 15            | ausgeschieden | ausgeschieden | 138    | 15   |
| Kazuto Doi Kimihiko Imamura    | 470er           | 135           | 17            | ausgeschieden | ausgeschieden | 135    | 17   |
| Yukio Makino Kenji Takahashi   | 49er            | 132           | 18            | ausgeschieden | ausgeschieden | 132    | 18   |

### Synchronschwimmen
| Athletinnen | Wettbewerb | Qualifikation     | Qualifikation     | Qualifikation  | Qualifikation  | Qualifikation | Qualifikation | Finale         | Finale         | Finale           | Finale           |
| Athletinnen | Wettbewerb | Technische Kür TK | Technische Kür TK | Freie Kür FK-Q | Freie Kür FK-Q | Gesamt        | Gesamt        | Freie Kür FK-F | Freie Kür FK-F | Gesamt TK + FK-F | Gesamt TK + FK-F |
| Athletinnen | Wettbewerb | Punkte            | Rang              | Punkte         | Rang           | Punkte        | Rang          | Punkte         | Rang           | Punkte           | Rang             |
| --- | ---------- | ----------------- | ----------------- | -------------- | -------------- | ------------- | ------------- | -------------- | -------------- | ---------------- | ---------------- |
| Frauen |            |                   |                   |                |                |               |               |                |                |                  |                  |
| Yukiko Inui Risako Mitsui                                                                                              | Duett      | 93,1214           | 4                 | 94,4000        | 3              | 187,5214      | 3             | 94,9333        | 3              | 188,0547         | Bronze           |
| Aika Hakoyama Aiko Hayashi Yukiko Inui Kei Marumo Risako Mitsui Kanami Nakamaki Mai Nakamura Kano Omata Kurumi Yoshida | Mannschaft | 93,7723           | 3                 | –              | –              | –             | –             | 95,4333        | 3              | 189,2056         | Bronze           |

### Taekwondo
| Athleten    | Wettbewerb       | Achtelfinale  | Achtelfinale | Viertelfinale | Viertelfinale | Hoffnungsrunde Halbfinale | Hoffnungsrunde Halbfinale | Halbfinale    | Halbfinale    | Hoffnungsrunde Finale | Hoffnungsrunde Finale | Finale        | Finale        | Rang          |
| Athleten    | Wettbewerb       | Gegner        | Ergebnis     | Gegner        | Ergebnis      | Gegner                    | Ergebnis                  | Gegner        | Ergebnis      | Gegner                | Ergebnis              | Gegner        | Ergebnis      | Rang          |
| ----------- | ---------------- | ------------- | ------------ | ------------- | ------------- | ------------------------- | ------------------------- | ------------- | ------------- | --------------------- | --------------------- | ------------- | ------------- | ------------- |
| Frauen      |                  |               |              |               |               |                           |                           |               |               |                       |                       |               |               |               |
| Mayu Hamada | Klasse bis 57 kg | Rahma Ben Ali | 9:0          | Hedaya Malak  | 0:3           | ausgeschieden             | ausgeschieden             | ausgeschieden | ausgeschieden | ausgeschieden         | ausgeschieden         | ausgeschieden | ausgeschieden | ausgeschieden |

### Tennis
| Athleten              | Wettbewerb | 1. Runde                            | 1. Runde      | 2. Runde         | 2. Runde  | Achtelfinale                        | Achtelfinale   | Viertelfinale | Viertelfinale   | Halbfinale    | Halbfinale    | Finale        | Finale         |
| Athleten              | Wettbewerb | Gegner                              | Ergebnis      | Gegner           | Ergebnis  | Gegner                              | Ergebnis       | Gegner        | Ergebnis        | Gegner        | Ergebnis      | Gegner        | Ergebnis       |
| --------------------- | ---------- | ----------------------------------- | ------------- | ---------------- | --------- | ----------------------------------- | -------------- | ------------- | --------------- | ------------- | ------------- | ------------- | -------------- |
| Frauen                |            |                                     |               |                  |           |                                     |                |               |                 |               |               |               |                |
| Misaki Doi            | Einzel     | Jaroslawa Schwedowa                 | 6:3, 6:4      | Samantha Stosur  | 3:6, 4:6  | ausgeschieden                       | ausgeschieden  | ausgeschieden | ausgeschieden   | ausgeschieden | ausgeschieden | ausgeschieden | ausgeschieden  |
| Nao Hibino            | Einzel     | Irina-Camelia Begu                  | 6:4, 3:6, 6:3 | Garbiñe Muguruza | 1:6, 1:6  | ausgeschieden                       | ausgeschieden  | ausgeschieden | ausgeschieden   | ausgeschieden | ausgeschieden | ausgeschieden | ausgeschieden  |
| Misaki Doi Eri Hozumi | Doppel     | Kristina Mladenovic Caroline Garcia | 6:0, 0:6, 6:4 | –                | –         | Darja Kassatkina Swetlana Kusnezowa | 4:6, 6:1, 1:6  | ausgeschieden | ausgeschieden   | ausgeschieden | ausgeschieden | ausgeschieden | ausgeschieden  |
| Männer                |            |                                     |               |                  |           |                                     |                |               |                 |               |               |               |                |
| Kei Nishikori         | Einzel     | Albert Ramos Viñolas                | 6:2, 6:4      | John Millman     | 7:64, 6:4 | Andrej Martin                       | 6:2, 6:2       | Gaël Monfils  | 7:64, 4:6, 7:66 | Andy Murray   | 1:6, 4:6      | Rafael Nadal  | 6:2, 6:70, 6:3 |
| Yūichi Sugita         | Einzel     | Brian Baker                         | 5:7, 7:5, 6:4 | Gilles Simon     | 6:73, 2:6 | ausgeschieden                       | ausgeschieden  | ausgeschieden | ausgeschieden   | ausgeschieden | ausgeschieden | ausgeschieden | ausgeschieden  |
| Taro Daniel           | Einzel     | Jack Sock                           | 6:4, 6:4      | Kyle Edmund      | 6:4, 7:5  | Juan Martín del Potro               | 7:64, 1:6, 2:6 | ausgeschieden | ausgeschieden   | ausgeschieden | ausgeschieden | ausgeschieden | ausgeschieden  |

### Tischtennis
| Athleten                                | Wettbewerb | 1. Runde | 1. Runde | 2. Runde      | 2. Runde | 3. Runde          | 3. Runde | Achtelfinale   | Achtelfinale  | Viertelfinale  | Viertelfinale | Halbfinale    | Halbfinale    | Finale             | Finale        | Rang          |
| Athleten                                | Wettbewerb | Gegner   | Ergebnis | Gegner        | Ergebnis | Gegner            | Ergebnis | Gegner         | Ergebnis      | Gegner         | Ergebnis      | Gegner        | Ergebnis      | Gegner             | Ergebnis      | Rang          |
| --------------------------------------- | ---------- | -------- | -------- | ------------- | -------- | ----------------- | -------- | -------------- | ------------- | -------------- | ------------- | ------------- | ------------- | ------------------ | ------------- | ------------- |
| Frauen                                  |            |          |          |               |          |                   |          |                |               |                |               |               |               |                    |               |               |
| Ai Fukuhara                             | Einzel     | Freilos  | Freilos  | Freilos       | Freilos  | Daniela Dodean    | 4:0      | Ri-Myong-sun   | 4:0           | Feng Tianwei   | 4:0           | Li Xiaoxia    | 0:4           | Kim Song-i         | 1:4           | 4             |
| Kasumi Ishikawa                         | Einzel     | Freilos  | Freilos  | Freilos       | Freilos  | Kim Song-i        | 3:4      | ausgeschieden  | ausgeschieden | ausgeschieden  | ausgeschieden | ausgeschieden | ausgeschieden | ausgeschieden      | ausgeschieden | ausgeschieden |
| Ai Fukuhara Kasumi Ishikawa Mima Itō    | Mannschaft | Polen    | 3:0      | –             | –        | –                 | –        | –              | –             | Österreich     | 3:0           | Deutschland   | 2:3           | Singapur           | 3:1           | Bronze        |
| Männer                                  |            |          |          |               |          |                   |          |                |               |                |               |               |               |                    |               |               |
| Jun Mizutani                            | Einzel     | Freilos  | Freilos  | Freilos       | Freilos  | Panagiotis Gionis | 4:1      | Hugo Calderano | 4:2           | Marcos Freitas | 4:2           | Ma Long       | 2:4           | Uladsimir Samsonau | 4:1           | Bronze        |
| Kōki Niwa                               | Einzel     | Freilos  | Freilos  | Segun Toriola | 4:2      | Stefan Fegerl     | 4:1      | Wong Chun Ting | 4:3           | Zhang Jike     | 1:4           | ausgeschieden | ausgeschieden | ausgeschieden      | ausgeschieden | ausgeschieden |
| Jun Mizutani Kōki Niwa Maharu Yoshimura | Mannschaft | Polen    | 3:2      | –             | –        | –                 | –        | –              | –             | Hongkong       | 3:1           | Deutschland   | 3:1           | China              | 1:3           | Silber        |

### Triathlon
| Athleten         | Wettbewerb | Zeit      | Rang |
| ---------------- | ---------- | --------- | ---- |
| Frauen           |            |           |      |
| Ai Ueda          | Einzel     | 2:03:37 h | 39   |
| Yurie Kato       | Einzel     | 2:07:50 h | 46   |
| Yuka Sato        | Einzel     | 2:00:01 h | 15   |
| Athleten         | Wettbewerb | Zeit      | Rang |
| Männer           |            |           |      |
| Hirokatsu Tayama | Einzel     | –         | LAP  |

(LAP – überrundet)

### Turnen

#### Gerätturnen
| Athleten                                                             | Wettbewerb           | Qualifikation | Qualifikation | Finale  | Finale | Rang   |
| Athleten                                                             | Wettbewerb           | Punkte        | Rang          | Punkte  | Rang   | Rang   |
| -------------------------------------------------------------------- | -------------------- | ------------- | ------------- | ------- | ------ | ------ |
| Frauen                                                               |                      |               |               |         |        |        |
| Mai Murakami                                                         | Boden                | 14,566        | 8             | 14,533  | 7      | 7      |
| Mai Murakami                                                         | Mehrkampf Einzel     | 57,265        | 9             | 56,665  | 14     | 14     |
| Asuka Teramoto                                                       | Mehrkampf Einzel     | 57,066        | 12            | 57,965  | 8      | 8      |
| Sae Miyakawa Mai Murakami Aiko Sugihara Asuka Teramoto Yuki Uchiyama | Mehrkampf Mannschaft | 172,564       | 7             | 174,371 | 4      | 4      |
| Männer                                                               |                      |               |               |         |        |        |
| Kenzō Shirai                                                         | Boden                | 15,333        | 6             | 15,366  | 4      | 4      |
| Kōhei Uchimura                                                       | Boden                | 15,533        | 3             | 15,241  | 5      | 5      |
| Kenzō Shirai                                                         | Sprung               | 15,466        | 3             | 15,449  | 3      | Bronze |
| Ryōhei Katō                                                          | Barren               | 15,500        | 10            | 15,233  | 7      | 7      |
| Ryōhei Katō                                                          | Mehrkampf Einzel     | 89,232        | 6             | 88,590  | 11     | 11     |
| Kōhei Uchimura                                                       | Mehrkampf Einzel     | 90,498        | 2             | 92,365  | 1      | Gold   |
| Ryōhei Katō Kenzō Shirai Yūsuke Tanaka Kōhei Uchimura Kōji Yamamuro  | Mehrkampf Mannschaft | 269,294       | 4             | 274,094 | 1      | Gold   |

#### Rhythmische Sportgymnastik
| Athletinnen                                                                | Wettbewerb           | Qualifikation | Qualifikation | Finale        | Finale        | Rang |
| Athletinnen                                                                | Wettbewerb           | Punkte        | Rang          | Punkte        | Rang          | Rang |
| -------------------------------------------------------------------------- | -------------------- | ------------- | ------------- | ------------- | ------------- | ---- |
| Frauen                                                                     |                      |               |               |               |               |      |
| Kaho Minagawa                                                              | Mehrkampf Einzel     | 68,523        | 16            | ausgeschieden | ausgeschieden | 16   |
| Airi Hatakeyama Rie Matsubara Sakura Noshitani Sayuri Sugimoto Kiko Yokota | Mehrkampf Mannschaft | 35,149        | 5             | 34,200        | 8             | 8    |

#### Trampolinturnen
| Athleten       | Wettbewerb | Qualifikation | Qualifikation | Finale        | Finale        | Rang |
| Athleten       | Wettbewerb | Punkte        | Rang          | Punkte        | Rang          | Rang |
| -------------- | ---------- | ------------- | ------------- | ------------- | ------------- | ---- |
| Frauen         |            |               |               |               |               |      |
| Rana Nakano    | Einzel     | 96,775        | 13            | ausgeschieden | ausgeschieden | 13   |
| Männer         |            |               |               |               |               |      |
| Masaki Itō     | Einzel     | 108,465       | 6             | 58,800        | 6             | 6    |
| Ginga Munetomo | Einzel     | 108,190       | 7             | 59,535        | 4             | 4    |

### Volleyball
| Wettbewerb    | Frauen |
| ------------- | --- |
| Athletinnen   | Miyu Nagaoka Haruka Miyashita Saori Kimura Arisa Satō Yurie Nabeya Mai Yamaguchi Haruyo Shimamura Erika Araki Yuki Ishii Saori Sakoda Kotoki Zayasu Kanami Tashiro |
| Gruppenphase  | Südkorea 1:3 Kamerun 3:0 Brasilien 0:3 Russland 0:3 Argentinien 3:0                                                                                                |
| Viertelfinale | USA 0:3 |
| Halbfinale    | ausgeschieden |
| Finale        | ausgeschieden |
| Platzierung   | 5. Platz |

### Wasserball
| Wettbewerb         | Männer |
| ------------------ | --- |
| Athleten           | Katsuyuki Tanamura Seiya Adachi Atsushi Arai Mitsuaki Shiga Akira Yanase Atsuto Iida Yusuke Shimizu Yūki Kadono Koji Takei Kenya Yasuda Keigo Okawa Shota Hazui Tomoyoshi Fukushima |
| Trainer            | Takahisa Minami |
| Gruppenphase       | Griechenland (7:8) Brasilien (8:16) Australien (6:8) Ungarn (7:17) Serbien (8:12)                                                                                                   |
| Viertelfinale      | ausgeschieden |
| Platzierungsspiele | ausgeschieden |
| Halbfinale         | ausgeschieden |
| Finale             | ausgeschieden |
| Platzierung        | 11. Platz |

### Wasserspringen
| Athleten        | Wettbewerb        | Vorkampf | Vorkampf | Halbfinale    | Halbfinale    | Finale        | Finale        | Rang |
| Athleten        | Wettbewerb        | Punkte   | Rang     | Punkte        | Rang          | Punkte        | Rang          | Rang |
| --------------- | ----------------- | -------- | -------- | ------------- | ------------- | ------------- | ------------- | ---- |
| Frauen          |                   |          |          |               |               |               |               |      |
| Minami Itahashi | Turmspringen 10 m | 320,20   | 10       | 335,55        | 8             | 356,60        | 8             | 8    |
| Männer          |                   |          |          |               |               |               |               |      |
| Sho Sakai       | Kunstspringen 3 m | 373,70   | 22       | ausgeschieden | ausgeschieden | ausgeschieden | ausgeschieden | 22   |
| Ken Terauchi    | Kunstspringen 3 m | 380,85   | 20       | ausgeschieden | ausgeschieden | ausgeschieden | ausgeschieden | 20   |